# غاري جولس
غاري جولس أغويري جونيور (بالإنجليزية: Gary Jules Aguirre, Jr.)‏ هو مغني وكاتب أغاني أمريكي ولد في يوم 19 مارس 1969 في مدينة فريسنو في كاليفورنيا في الولايات المتحدة، أبرز أغانيه هي Mad World التي سجلها مع صديقه مايكل أندروز لأجل فيلم دوني داركو والتي حلت في المراتب الأولى في المملكة المتحدة في عيد الميلاد، وتم عرضها في مسلسلات وأفلام وألعاب فيديو مثل سي اس آي: التحقيق في موقع الجريمة ومسلسل جيريكو ومسلسل ذا أو سي ومسلسل سمولفيل ومسلسل هاوس ولعبة غير أوف وور.

## وصلات خارجية
- غاري جولس على موقع IMDb (الإنجليزية)
- غاري جولس على موقع ميوزك برينز (الإنجليزية)
- غاري جولس على موقع أول ميوزيك (الإنجليزية)
- غاري جولس على موقع ديسكوغز (الإنجليزية)

- الموقع الرسمي
- غاري جولس على قاعدة بيانات الأفلام على الإنترنت